# Sostenido en La menor
Sostenido en La menor es una película de Argentina filmada en Eastmancolor dirigida por Pedro Stocki sobre el guion de Jorge Goldenberg que se estrenó el 18 de septiembre de 1986 y que tuvo como actores principales a Federico Luppi, Soledad Silveyra, Chunchuna Villafañe y Emilia Mazer.También fue exhibida con el título de Padre, marido y amante y como Los líos de Susana.

## Sinopsis
Cuando un matrimonio se separa, una adolescente elige mudarse a vivir con su padre.

## Reparto
- Federico Luppi
- Bárbara Mujica
- Miguel Ángel Solá
- Edgardo Moreira
- Florencia Firpo
- Jorge Petraglia
- Silvia Milet
- Susana Nova
- Jorge Capobianco
- Martín Droso
- Gianni Fiori
- Mónica Lacoste
- Laura Orgambide
- Rubén Santagada
- Títeres Divertíteres
- Alberto Lago

## Comentarios
Diego Flores en Tiempo Argentino escribió:

«Una comedia cotidiana con toques de humor…una película que aunque en tono menor no cae en las convenciones que tan tristemente abundan por estos lados.»

Mariano Vera en La Prensa opinó:

«.»

Manrupe y Portela escriben:

«Un asunto de tratamiento interesante en una realización aceptable y con algunos momentos de comicidad.»